# فهرست نرم‌افزارهای سی‌شارپ
لیست نرم‌افزارهای سی شارپ (به انگلیسی: List of C Sharp software) فهرستی از نرم‌افزارهایی است که به زبان سی شارپ برنامه‌نویسی شده‌اند.
- مایکروسافت ویژوال استودیو یک محیط یکپارچه توسعه نرم‌افزار است که توسط شرکت مایکروسافت ساخته شده‌است. همچنین این نرم‌افزار بخشی از آن به زبان سی++ نیز نوشته شده‌است.
- مونودولاپ یک محیط یکپارچه توسعه نرم‌افزار متن‌باز است که می‌توان آن را برایلینوکس، مک اواس ده و مایکروسافت ویندوز و برای توسعهٔ برنامه‌هایی که یکی از دو چارچوب مونو و دات‌نت را هدف قرارداده‌اند بکارگرفت.
- ال.او.آی. سی یک نرم‌افزار متن باز و برای حملات شبکه استفاده می‌شود.